# Giovanni Coli
Pour les articles homonymes, voir Coli.
Giovanni Coli (Lucques, 1636 - 1681) est un peintre italien baroque qui a été actif à Venise et à Rome dans la seconde moitié du XVIIe siècle.

## Biographie
Après avoir étudié avec Filippo Gherardi auprès de  Pietro Paolini à Lucques, Coli  a été très  actif à Venise et à Rome, où il devint un membre de l'atelier de Pietro da Cortona.
Il travailla ensuite exclusivement avec Gherardi.

## Œuvres
- Fresques du plafond du Palazzo Colonna de Rome, célébrant la participation d'un membre de la famille Colonna dans la bataille de Lépante.
- Gloire de saint Nicolas (1670-1672), Dôme de l'église San Nicolò da Tolentino, Venise, avec Coli
- Fresques de l'église  San Pantalon, Venise, avec Coli.
- Fresques, Bibliothèque Saint-Georges, Venise, avec Coli.

## Sources
- (en) Cet article est partiellement ou en totalité issu de l’article de Wikipédia en anglais intitulé « Giovanni Coli » (voir la liste des auteurs).